# Karel Šlenger
Karel Šlenger (Chomutice, 1903 – Praag, 1981) was een Tsjechisch schilder.
Hij studeerde eerst natuurwetenschappen aan de Karelsuniversiteit in Praag (1926-27) en daarna Letteren en Filosofie aan dezelfde universiteit (1928-29) en aan de Sorbonne in Parijs (1930). Als beeldend kunstenaar was hij grotendeels autodidact. Hij heeft nooit echt bij een bepaalde stroming of groepering behoort, maar zijn werk sluit wel aan bij het algemene streven om weer meer naar de werkelijkheid te werken.
Karel Šlengers bekendste werken beelden gigantische vrouwsgestalten af die wellust en vruchtbaarheid uitstralen met een ondertoon van verderf.
- Gemeinsame Normdatei: 130672114
- International Standard Name Identifier: 0000 0000 5544 4910
- Library of Congress Control Number: nr2006001577
- Nationale Bibliotheek van Tsjechië: jk01130472
- Virtual International Authority File: 50340581
- WorldCat: E39PBJqqw4xqHHCpCxyRyCtFrq